# Shirayuri University
La Shirayuri University è un'università privata di indirizzo cattolico con sede a Chōfu, in Giappone.

## Storia
Le origini dell'università si ricollegano a quelle della scuola fondata nel 1881 a Kanda dalle Suore Ospedaliere di San Paolo di Chartres, giunte in Giappone nel 1878. La scuola prese il nome di Shirayuri Girls' High School nel 1935 e quello di Shirayuri Women's College nel 1946. Nel 1965 trasferì la sua sede a Chōfu e iniziò a erogare corsi accademici di studio della durata di quattro anni.